# Занивське
Зани́вське — село в Україні, у Самарівській сільській громаді Ковельського району Волинської області. Населення становить 132 осіб.

## Історія
У 1906 році хутір Леликівської волості Ковельського повіту Волинської губернії. Відстань від повітового міста 70 верст, від волості 10. Дворів 12, мешканців 47.
До 9 жовтня 2016 року село входило до складу Самарівської сільської ради Ратнівського району Волинської області.

## Населення
Згідно з переписом УРСР 1989 року чисельність наявного населення села становила 151 особа, з яких 83 чоловіки та 68 жінок.
За переписом населення України 2001 року в селі мешкала 131 особа.

### Мова
Розподіл населення за рідною мовою за даними перепису 2001 року:
| Мова       | Відсоток |
| ---------- | -------- |
| українська | 99,24 %  |
| білоруська | 0,76 %   |